# سمورنيوناوية
السمورنيوناوية (الاسم العلمي: Smyrnieae) هي قبيلة من النباتات تتبع فصيلة الخيمية من الرتبة الخيميات.

## أجناس السمورنيوناوية
- السمورنيون
- الأراكاشة
- الطاوشية